# أمارو فريولي

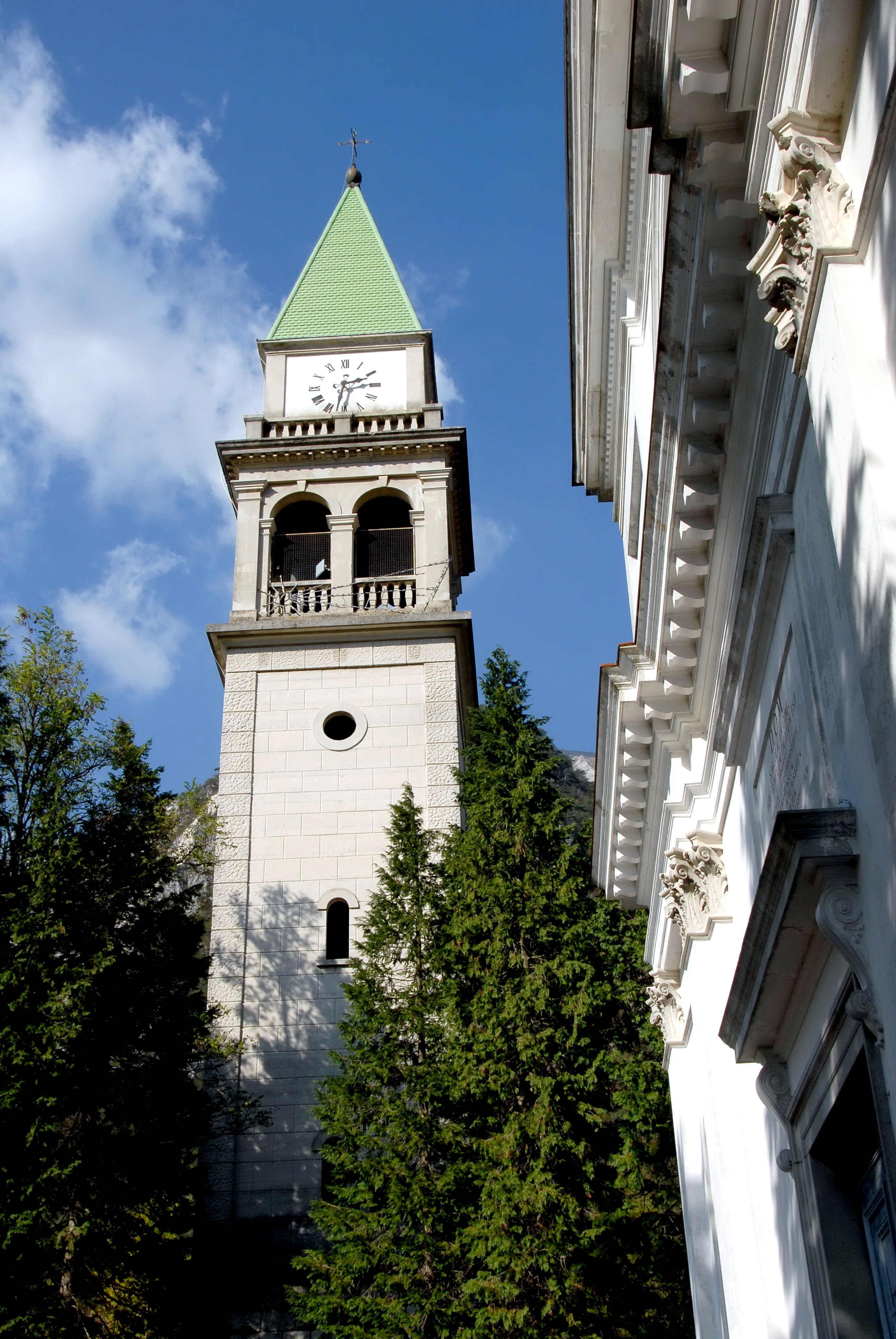
كنيسة أبرشية سان نيكولو

أمارو (بالفريولية: Damar، بالسلوفينية: Amar) هي (بلدية) في مقاطعة أوديني في منطقة فريولي فينيتسيا جوليا الإيطالية، وتقع على بعد حوالي 100 كيلومتر (62 ميل) شمال غرب ترييستي وحوالي 35 كيلومتر (22ميلا) شمال غرب أوديني. وتحد أمارو البلديات التالية: كافازو كارنيكو، موجيو أودينيزي، تولميزو، فينزوني.